# La Favorite
Cet article concerne un opéra de Donizetti. Pour le film de Yórgos Lánthimos, voir La Favorite (film).
Cet article concerne un opéra de Donizetti. Pour le film de Cesare Barlacchi, voir La Favorita (film).
Pour les articles homonymes, voir Favorite.
Versions successives
- 1842 : Création à Padoue sous le titre Leonora di Guzman
- 1843 : Création à la Scala de Milan sous le titre Elda

Personnages
La Favorite (La favorita en italien) est un grand opéra en quatre actes de Gaetano Donizetti sur un livret en langue française d'Alphonse Royer et Gustave Vaëz, révisé par Eugène Scribe, d'après Les Amours malheureuses ou le Comte de Comminges de Baculard d'Arnaud (1790), créé à l'Opéra de Paris (alors Académie royale de musique) le 2 décembre 1840.
Une version italienne, remaniée pour la censure, fut donnée à Padoue sous le titre Leonora di Guzman en 1842, puis à la Scala de Milan sous le titre Elda en 1843. Comme beaucoup d'opéras français de compositeurs italiens, La Favorite fut longtemps donnée en traduction italienne, mais, de nos jours, on assiste de plus en plus souvent à des représentations de la version originale en français.

## Personnages
| Rôle                                           | Interprète        | Tessiture     |
| ---------------------------------------------- | ----------------- | ------------- |
| Léonor de Guzmán, favorite d'Alphonse          | Rosine Stoltz     | mezzo-soprano |
| Inès, confidente de Léonore                    | Elian             | soprano       |
| Fernand, amoureux de Léonore                   | Gilbert Duprez    | ténor         |
| Alphonse XI, roi de Castille                   | Paul Barroilhet   | baryton       |
| Balthazar, supérieur du couvent de San Giacomo | Nicolas Levasseur | basse         |
| Don Gaspar, officier du roi                    | François Wartel   | ténor         |

## Historique
L'œuvre réutilise en grande partie la partition d'un opéra précédent de Donizetti, L'Ange de Nisida, écrit pour le théâtre de la Renaissance, qui ferma ses portes (faillite) avant la création. La version italienne de l'opéra, sur un livret de Carlo Bassi, avec personnages et situations modifiés, fut présentée à La Scala de Milan, le 16 août 1843.
L'œuvre est jouée depuis, soit en français, soit en italien, en France comme à l'étranger. Tributaire des exigences du grand opéra à la française, mais fidèle à son lyrisme italien, Donizetti a laissé là une partition inspirée dont les redondances inhérentes au genre n'ont jamais entravé la popularité.

## Argument
L'histoire se déroule au début du XIVe siècle en Espagne dans le contexte de l'occupation maure de l'Espagne et des luttes de pouvoir entre l'Église et l'État. C'est un chassé-croisé amoureux entre le roi de Castille Alphonse XI, sa maîtresse, « la favorite » Leonora, et son amant, Fernando.

## Emprunts et postérité

### Musique

#### Opéra

##### Opéra bouffe
- En 1868, dans La Périchole, au no 12, avec « Quel marché de bassesse ! / C’est trop fort, sur ma foi, / D’épouser la maîtresse, / La maîtresse du roi ! », Jacques Offenbach cite le texte et la musique du N° 13 de La Favorite.

- En 1868, dans La Périchole, dans le no 14, avec le couplet « Dans son palais ton roi t’appelle, / Pour te couvrir de honte et d’or ! / Son amour te rendra plus belle, / Plus belle et plus infâme encor ! », les librettistes citent cette fois le no 17 de La Favorite.
- En 1877, dans L'Etoile d'Emmanuel Chabrier, citation, tout à la fin de l'ouvrage, du thème du duo final entre Léonore et Fernand.

### Théâtre
- En 1896, dans Le Dindon de Georges Feydeau, un des personnages va voir la Favorite de Donizetti.

## Sources
- Roland Mancini et Jean-Jacques Rouveroux, Le Guide de l’opéra, Paris, Fayard, 2008, x, 968 (ISBN 978-2-213-59567-2, lire en ligne).